# St. Vitus (Erling)

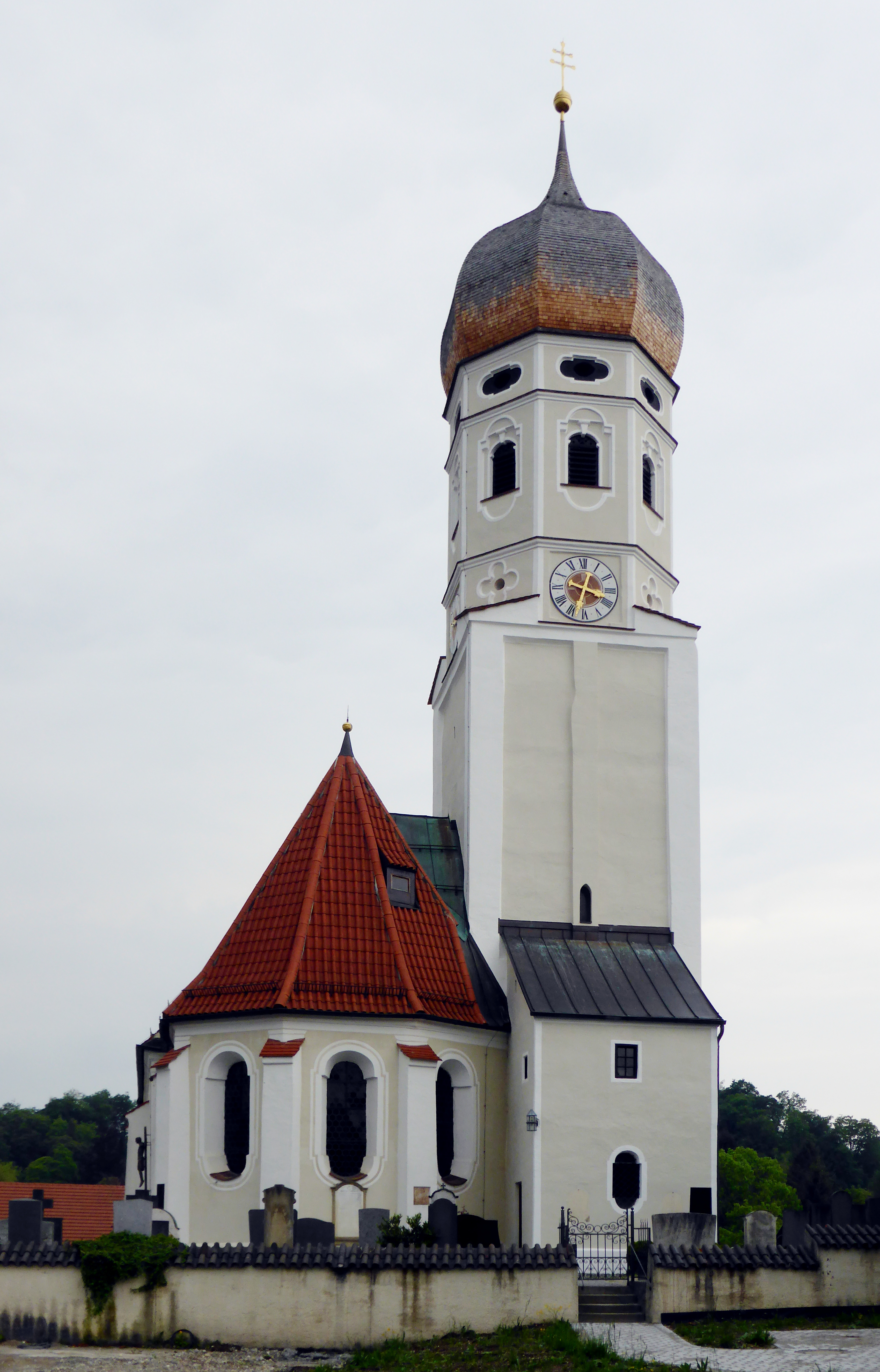
Kirche St. Vitus in Erling

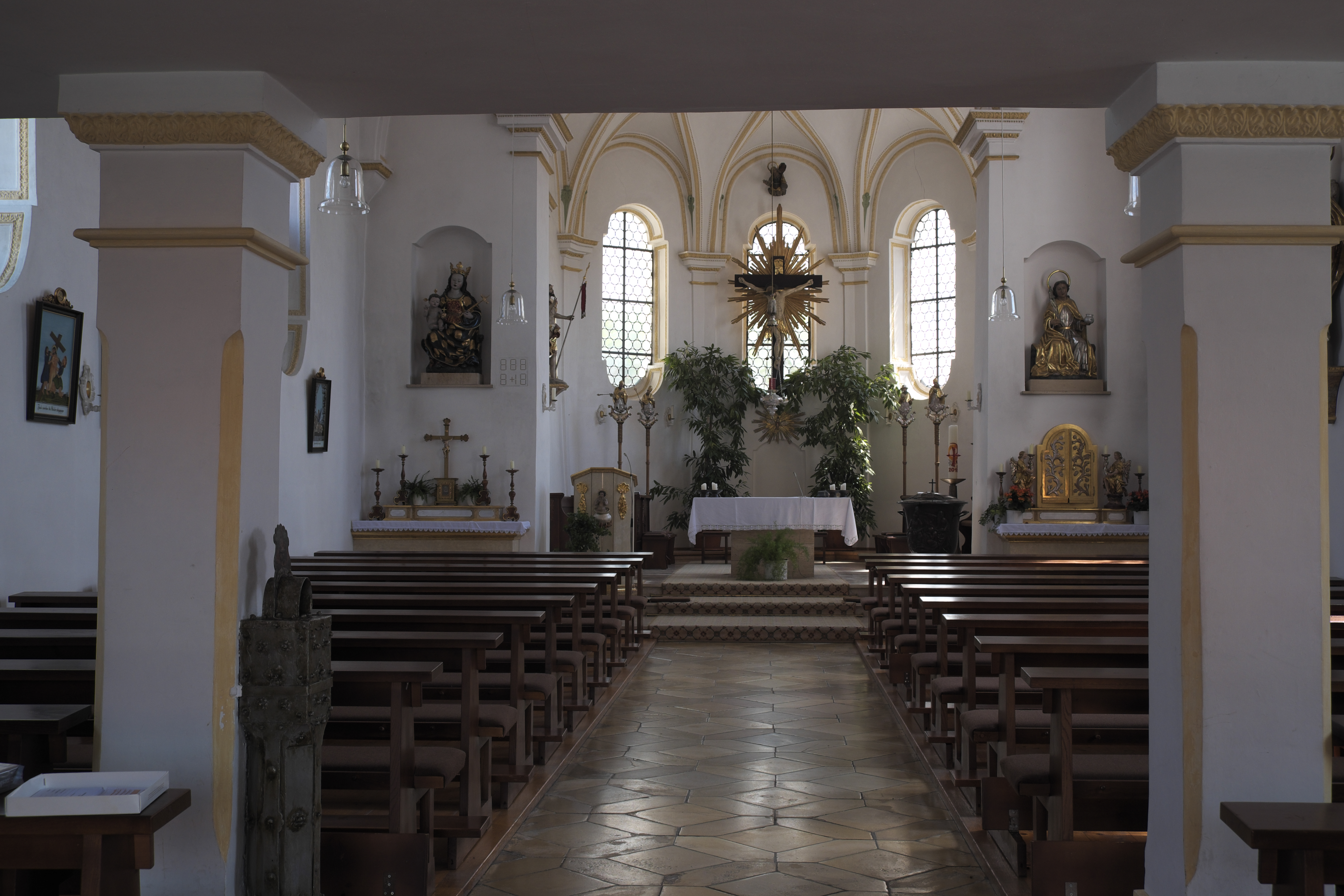
Innenansicht

Die katholische Pfarrkirche St. Vitus in Erling, einem Gemeindeteil von Andechs im oberbayerischen Landkreis Starnberg, ist ein spätmittelalterlicher Bau. Die spätgotische Kirche am Besengaßl 2, in zentraler Lage im Ort, ist ein geschütztes Baudenkmal.

## Beschreibung
Der Saalbau zu drei Achsen mit stark eingezogenem Chorraum und dreiseitigem Schluss wurde 1681 barockisiert.
Das Gewölbe wurde bei der Innenrestaurierung im Jahr 1961 von dem Pfaffenhofener Kirchenmaler Michael P. Weingartner (1917–1996) ausgemalt. Das Fresko zeigt die Aufnahme des Kirchenpatrons Vitus in den Himmel, das Dorf Erling und das Kloster Andechs.
Von Franz Xaver Schmädl stammen die beiden ehemaligen Altarfiguren des heiligen Modestus und der heiligen Creszentia an der nördlichen und südlichen Langhauswand.
Die Sitzfigur des heiligen Vitus, vormals im Hochaltar und nun in einer Nische des südlichen Chorbogens, ist eine Arbeit eines nicht bekannten Bildschnitzers der Spätgotik (um 1480). Die thronende Muttergottes vor dem linken Chorbogen wird um 1510 datiert.